# 한국여성단체협의회
한국여성단체협의회는 대한민국의 여성운동단체이다. 1959년 창립되었다. 여성의 사회참여 확대를 위한 정책개발 및 여론형성에 앞장서고, 모든 분야에서의 '여성참여 50%'를 목표로 한다.

## 같이 보기
- 한국여성단체연합